# Csibi

Példa csibi megjelenésű szereplőre

A csibi (ちび vagy チビ; Hepburn: chibi) egy japán szleng kifejezés, jelentése „alacsony ember” vagy „kicsi gyerek”. A szó az anime- és mangarajongók között elterjedt. A szó arra vonatkozik, hogy valaki vagy valami kicsi, megközelítő fordítása is „kicsi”, de nem olyan értelemben használatos, mint a csiiszana (小さな; Hepburn: chiisana, ’kicsi, alacsony’), vonatkozása inkább aranyos. A nyugati rajongók figyelmét a kifejezésre a Sailor Moon egyik szereplője, Csibiusza hívta fel az 1990-es évek elején.
Az angol nyelvű anime- és mangarajongók a csibi kifejezést többnyire a super deformed stílusú rajzolásra használják, melyben a szereplők túlméretezett fejjel és gyerekes megjelenéssel rendelkeznek.
A csibi stílus gyakran jelenik meg animék humoros vagy aranyos jeleneteiben, de ritka, hogy egy egész animesorozatot ilyen stílusban készítenének el, mangák esetében viszont relatíve gyakoribb.